# Gyêgu-Kloster

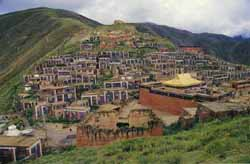
Das Kloster Döndrub Ling in Gyêgu (1990)

Das Gyêgu-Kloster, tibet. Kyegu Döndrub Ling (skye rgu’i don ‘grub gling), ist ein bedeutendes Sakyapa-Kloster auf einem Hügel über der Stadt Gyêgu im tibetischen autonomen Bezirk Yushu der Provinz Qinghai.
Sein Gründungsjahr wird üblicherweise mit 1398 angegeben, obschon an dieser Stelle bis dahin sowohl ein älteres Bön-Kloster und eines der Kagyüpa-Schulrichtung existiert haben. Die Etablierung von Döndrub Ling wurde gefestigt durch den Sakyapa-Lama Dagchenwa Gyana Sherab Gyaltshen (geb. 1376, bdag chen pa rgya nag shes rab rgyal mtshan), der 1458 die buddhistische Lehre in Nord-Kham zu verbreiten suchte. Im Laufe der Zeit entwickelte sich der Hauptlama des Klosters, der zugleich Oberhaupt des lokalen Stammes der Drawu war, zu einer politisch mächtigen Person und beherrschte Teile des nördlichen Yushu.
Das Kloster steht seit 1998 auf der Denkmalliste der Provinz Qinghai.

## Erdbebenschäden und Wiederaufbau

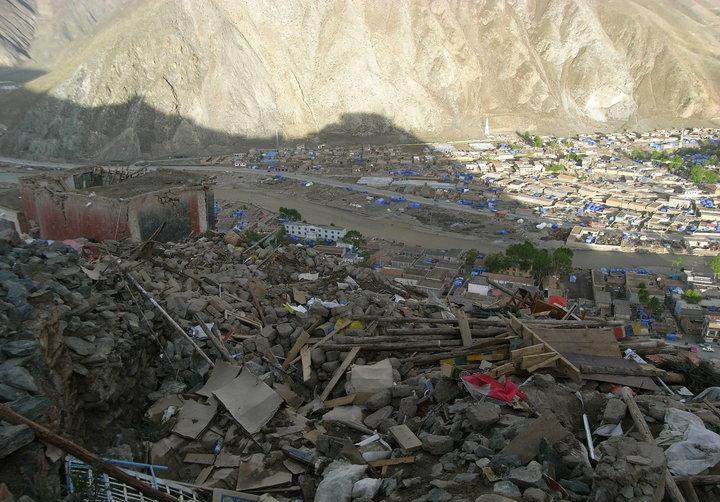
Eingestürzte Mönchswohnungen (Mai 2010)

Beim großen Yushu-Erdbeben vom 14. April 2010 erlitt das Kloster erhebliche Schäden, das es für seine Mönche (vorübergehend) unbewohnbar machte. Der Wiederaufbau bis 2013 geschah am ursprünglichen Ort, wurde jedoch überwiegend mit modernen Baumaterialien erdbebensicherer gestaltet, was das ehemalige traditionelle Erscheinungsbild verändert hat. Die Arbeiten an dem 2009/2010 bereits begonnenen Neubau einer monumentalen Tempelhalle auf dem der Stadt zugewandten Hügel wurde seit Mai 2013 fortgesetzt.

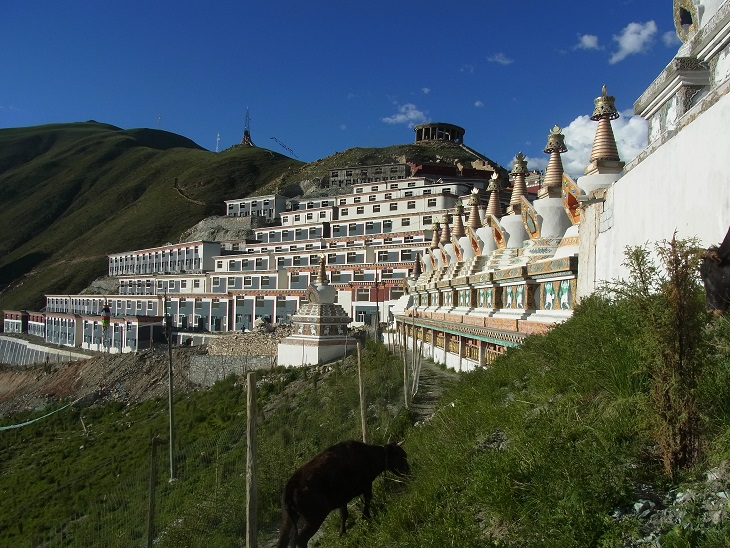
Das wiederaufgebaute Gyêgu-Kloster (2013)